# 松木ひろし
松木 ひろし（まつき ひろし、1928年11月16日 - 2016年9月19日）は、東京市神田区（現・東京都千代田区）出身の脚本家。本名は松木 弘。

## 来歴・人物
東京府立第五中学校での友人に澁澤龍彥がいる。旧制東京高校を卒業後、大学受験に失敗。鎌倉アカデミア夜間講座映画科で学ぶ。
自身の劇団を作って活動をしたのち、1950年に明治座の文芸部に入社、企画宣伝を担当。明治座時代に舞台を観ていいなとおもったのは、菊田一夫や飯沢匡の芝居だったと話していたことがある。
1954年のニッポン放送の開局とともに同社に入社してラジオ番組の制作にたずさわる。同社に勤務しながら村田正雄、旭輝子、池田昌子、三田佳子らと劇団「現代劇場」を立ち上げる。1958年、同劇団にて上演した「娑婆に脱帽」の脚本が第4回新劇戯曲賞（のちの岸田国士戯曲賞）の候補作品となる。
1958年のフジテレビの開局にともない、出向して演出を担当。自らが演出していたコメディ『ぼうふら紳士』で一部の脚本を担当し、テレビ脚本家デビュー。その後、盛んに脚本を書くようになり、1961年に独立。
テアトル・エコーにも、脚本を提供。クレイジーキャッツの〈無責任〉シリーズの一部を始め、ザ・ドリフターズやコント55号の主演作など、喜劇映画の脚本を多く手がける。
当時のテレビ界は、映画出身の作家に対してテレビラジオ出身の作家の待遇が悪く、その待遇改善のため、1970年に向田邦子・松木ひろし・窪田篤人・津田幸夫らによって作家集団SHPを作る。その発展形として逸見稔が中心となった作家集団葉村彰子にも参加し、テレビドラマ『水戸黄門』『大岡越前』『江戸を斬る』なども手がけた。 
ホームドラマのコメディを得意とし、向田邦子らとともにテレビドラマ『七人の孫』『だいこんの花』など森繁久彌主演のホームドラマを執筆。また『おひかえあそばせ』ではじまる、1970年代の石立鉄男主演の「石立ドラマ」ではそのほとんどで、メイン脚本家として活躍した。
2016年9月19日午後3時20分、急性白血病のため死去。87歳没。

## 作品

### テレビドラマ
- ぼうふら紳士（1960年、フジテレビ）　※演出兼務
- 墓場はバラ色（1960年、フジテレビ）
- 間違いではじまった（1960年、日本テレビ）
- この線からアッチ（1960年、フジテレビ）
- くりすます・ロータリー（1960年、NET）
- 夜の見た炎（1961年5月 - 9月、フジテレビ）
- 若い川の流れ（1962年2月6日 - 2月27日、フジテレビ）
- 二十歳の設計（1962年4月 - 5月、フジテレビ）
- 娑婆に脱帽（1962年5月、フジテレビ）
- 仮面の女（1962年12月 - 1963年5月、KTV）
- このデッカイ夢（1963年5月 - 9月、フジテレビ）
- 七人の孫（1964年1月 - 7月、1965年6月 - 1966年2月、TBS）
- 光る海（1965年2月 - 5月、TBS）
- 青空にらくがきしよう（1965年3月 - 10月、フジテレビ）
- 東京警備指令 ザ・ガードマン（TBS）

第4話「赤いエレベーター」（1965年）
- 雨の中に消えて （日本テレビ）（1966年）第1回、第2回、第7回、第8回、第10回、第12回
- あいつと私（1967年2月13日 - 7月3日、日本テレビ）
- ある日わたしは（1967年10月23日 - 1968年4月29日、日本テレビ）
- もも・くり三年（1968年8月 - 9月、NET）
- アーラわが君（1969年 - 1970年、フジテレビ）
- S・Hは恋のイニシァル（1969年、TBS）
- だいこんの花（1970年10月22日 - 12月24日、NET）
- 新・だいこんの花（1972年1月6日 - 6月29日、NET)
- にんじんの詩（1972年7月6日 - 11月9日、NET)
- おきあがりこぼし（1970年11月 - 1971年1月、日本テレビ）
- おひかえあそばせ（1971年、日本テレビ）
- 気になる嫁さん（1971年、日本テレビ）
- パパと呼ばないで（1972年、日本テレビ）
- 火曜日の女シリーズ  木の葉の家（1972年）
- 雑居時代（1973年、日本テレビ）
- 水もれ甲介（1974年、日本テレビ）
- うしろの正面（1975年、NET）
- 気まぐれ天使（1976年、日本テレビ）
- 気まぐれ本格派（1977年、日本テレビ）
- 自由学校（1978年、NHK）
- 敵か?味方か?3対3（1978年、テレビ朝日）
- 消えた巨人軍（1978年、日本テレビ）
- 聖女房（1979年、日本テレビ）
- 池中玄太80キロ（1980年・1981年・1989年、1992年10月6日、日本テレビ）
- 玉ねぎむいたら…（1981年、TBS）
- 俺はご先祖さま（1981年、日本テレビ）　※演出兼務
- はらぺこ同志（1982年、TBS）演出も。
- 明石貫平35才（1983年、日本テレビ）
- パパになりたかった犬（1984年、日本テレビ）
- シンデレラの財布（1984年、TBS）
- なぜか、ドラキュラ（1984年、日本テレビ）
- のん姉ちゃん・200W（1985年、日本テレビ）
- なんて素敵にジャパネスク（1986年、日本テレビ）
- 結婚物語（1987年、日本テレビ）

続編「新婚物語」（1988年～1989年）でも執筆（吉本昌弘と脚本兼務）
- 遠山金志郎美容室（1994年、日本テレビ）　※演出監修兼務

### 映画
- 僕は独身社員（1960年） 脚本
- サラリーマン目白三平 女房の顔の巻（1960年） 脚本
- サラリーマン目白三平 亭主のためいきの巻（1960年） 脚本
- トイレット部長（1961年） 脚本
- 豚と金魚（1962年） 脚本
- ニッポン無責任時代（1962年） 脚本
- あいつばかりが何故もてる（1962年） 脚本
- 月給泥棒（1962年） 脚本
- ニッポン無責任野郎（1962年） 脚本
- にっぽん実話（スキャンダル）時代（1963年） 脚本
- 散歩する霊柩車（1964年） 脚本
- 石中先生行状記（1966年） 脚本
- ドリフターズですよ!前進前進また前進（1967年） 脚本
- 春らんまん（1968年） 脚色
- カモとねぎ（1968年） 脚本
- サラリーマン悪党術（1968年） 脚本
- 年ごろ（1968年） 脚本
- ドリフターズですよ!冒険冒険また冒険（1968年） 脚本
- コント55号 世紀の大弱点（1968年） 脚本
- 燃えろ！青春（1968年） 脚本
- 涙の季節（1969年） 脚本

## 著書
- いまに陽が昇る（青樹社 1967年）
- 鬼退治（松木ひろし、葉村彰子 ルック社 1971年）
- どてかぼちゃ（松木ひろし、葉村彰子 双葉社 1976年）
- 続どてかぼちゃ（松木ひろし、葉村彰子 双葉社 1976年）
- 池中玄太80キロ（松木ひろし原作 新樹瞳志編著 日本テレビ放送網 1980年10月）
- 池中玄太80キロ2（松木ひろし原作 新樹瞳志編著 日本テレビ放送網 1981年6月）
- 池中玄太80キロ3（松木ひろし原作 新樹瞳志編著 日本テレビ放送網 1981年8月）